# Ploščad' 1905 goda (metropolitana di Ekaterinburg)
La stazione di Ploščad' 1905 goda (Площадь 1905 года) è una stazione della metropolitana di Ekaterinburg, sulla linea 1.

## Storia
La stazione di Ploščad' 1905 goda venne attivata il 22 dicembre 1994, contemporaneamente alla tratta da Ural'skaja a Ploščad' 1905 goda della linea 1; rimase capolinea fino al 30 dicembre 2002, quando venne attivato il prolungamento fino a Geologičeskaja.

## Strutture e impianti
Si tratta di una stazione sotterranea, con due binari – uno per ogni senso di marcia – serviti da una banchina ad isola.